# Phare de Suances
Le phare de Suances ou phare de Punta del Torco de Afuera est un phare situé à l'embouchure du Ría de San Martín de la Arena dans la ville de Suances, dans la communauté autonome de Cantabrie en Espagne.
Il est géré par l'autorité portuaire de Santander.

## Histoire
La construction de ce phare a été incluse dans le premier plan d'éclairage en 1861 en raison du danger de l'entrée du port. Il a été mis en service deux ans plus tard, en 1863. Le phare a été érigé à l'entrée du port, au même endroit où se trouvait la batterie de San Martin de la Arena, une fortification médiévale qui défendait Suances des raids ennemis.
Le bâtiment se compose d'une tour blanche tronquée de 9,35 mètres au-dessus du sol et un plan focal à 35 mètres au-dessus du niveau de la mer. La tour est attenante à une petite maison de gardiens rectangulaire d'un seul étage.
À l'origine il utilisait un système d'éclairage à base de lampe à huile. Il a ensuite été modifié par une lampe à mèche avec une lentille de Fresnel, ce qui a permis d'accroître sa visibilité. Le 5 septembre 1929, il reçoit une alimentation électrique. En 1989, il reçoit un système de panneaux rotatifs et une nouvelle lampe. La portée de la lampe est amenée à 22 milles nautiques (environ 35 km) émettant trois éclats blancs toutes les 24 secondes.
Le roi Alphonse XII et Marie-Christine d'Autriche ont visité le phare à plusieurs reprises après son inauguration. Le 17 novembre 1880, le gardien du phare a sauvé sept naufragées du brick italien « Franceschino ».
Identifiant : ARLHS : SPA269 ; ES-01485 -Amirauté : D1562 - NGA : 2064.
|          |
| Le phare |

|                         |
| Les phares de Cantabrie |

|          |
| Le phare |

### Lien connexe
- Liste des phares d'Espagne